# 登哈洛的亡靈
登哈洛的亡靈（英語：Dead Men of Dunharrow）是托爾金奇幻小說裡中土大陸的一個族群，在第二紀元他們本來是居住在白色山脈的人類，但因背棄了誓言而遭到剛鐸人皇埃西鐸的詛咒，後來成為在丁默山下陰魂不散的亡靈。

## 歷史

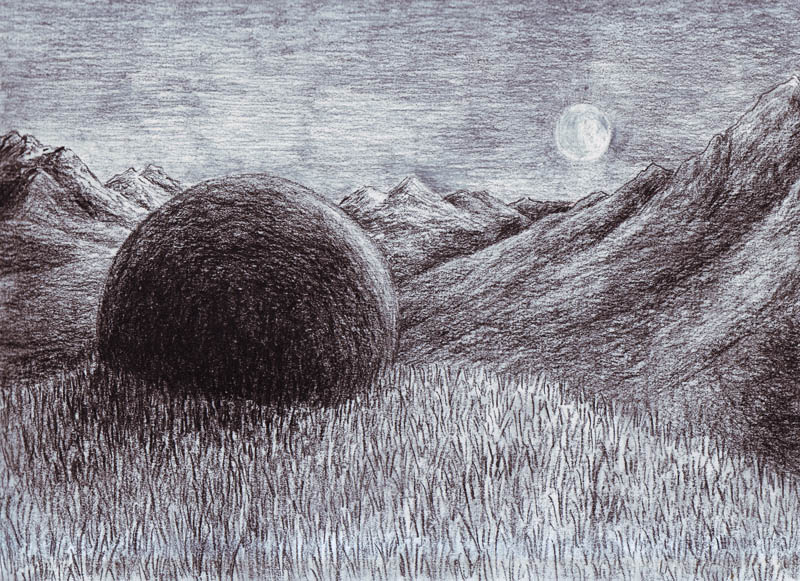
伊瑞赫之石，亞拉岡在此召喚登哈洛的亡靈

第二紀元，白色山脈山中部族的國王在伊瑞赫之石處向埃西鐸宣誓效忠，然而當戰爭到來之際，這些人由於曾在黑暗年代崇拜魔君索倫的緣故，便背叛了諾言，拒絕協助埃西鐸對抗索倫；自己則躲入深山中與世隔絕。作為懲罰，埃西鐸詛咒了這些人類，讓他們在實現誓言前永不得安息。
他們的鬼魂一直在丁默山和哈洛谷一帶的山谷中徘徊。先知馬爾貝斯的預言說，如果某天埃西鐸的繼承人踏上亡者之道，那亡靈必然會回應他的招喚。幾千年後，這個預言終於實現了。魔戒聖戰期間，作為埃西鐸嫡系後裔的亞拉岡走上了亡者之道，並在伊瑞赫之石前招喚登哈洛的亡靈。亡靈追隨在亞拉岡等人的身後，跟著他一路穿越白色山脈以南的土地，並在佩拉格嚇走了昂巴海盜的主力部隊，甚至就連剛鐸的士兵見到他們也嚇得躲起來。至此，亡靈的任務宣告完成，他們便消失了，就跟一陣被大風吹散的霧一樣。
登哈洛的亡靈外觀看上去是灰色的陰影，有些人還騎著幽靈似的馬，他們有號角和蒼白的刀劍；但事實上亡靈的武器主要是能嚇退一切人的恐懼。

## 改編描述
在1980年的動畫電影《王者再臨》中，直接省略掉登哈洛的亡靈。
在彼得·傑克森執導的2003年電影《魔戒三部曲：王者再臨》中，登哈洛的亡靈直接被稱作亡靈軍隊（Army of the Dead），他們身上散發著綠光。維塔工作室的華倫·馬西表示「我們要替這個軍團設計出一種不同的感覺，與剛鐸、東方蠻人、洛汗都不相同」。
該電影裡亞拉岡利用重鑄的聖劍向亡靈證明了他的權威，而只有勒苟拉斯和金靂跟他在一起，原著裡的北方遊俠被省略掉。最後亡靈軍隊在亞拉岡帶領下還參與了帕蘭諾平原戰役，他們殺死了戰場上所有的敵人，包括東方人、半獸人、猛獁象，並進入米那斯提力斯內。戰後亞拉岡讓完成任務的亡靈大軍離開中土大陸。電影這種將亡靈軍隊當作是一種天外救星的作法遭到了CNN網站的批評。